# Štítarský rybník
Štítarský rybník je název Evropsky významné lokality vyhlášené v roce 2009. Lokalita je zahrnuta do soustavy Natura 2000. Důvodem ochrany jsou přirozené vodní nádrže s vegetací stojatých vod, niva Újezdského potoka s vlhkomilnými rostlinami a přechodová rašeliniště s vegetací.  

## Popis oblasti
Lokalita se nachází v západní části Ašského výběžku, přibližně 2,5 km západně od zaniklé obce Štítary v okrese Cheb v Karlovarském kraji, 500 m od zaniklé obce Újezd, asi 350 m od státní hranice s Německem (Bavorsko).

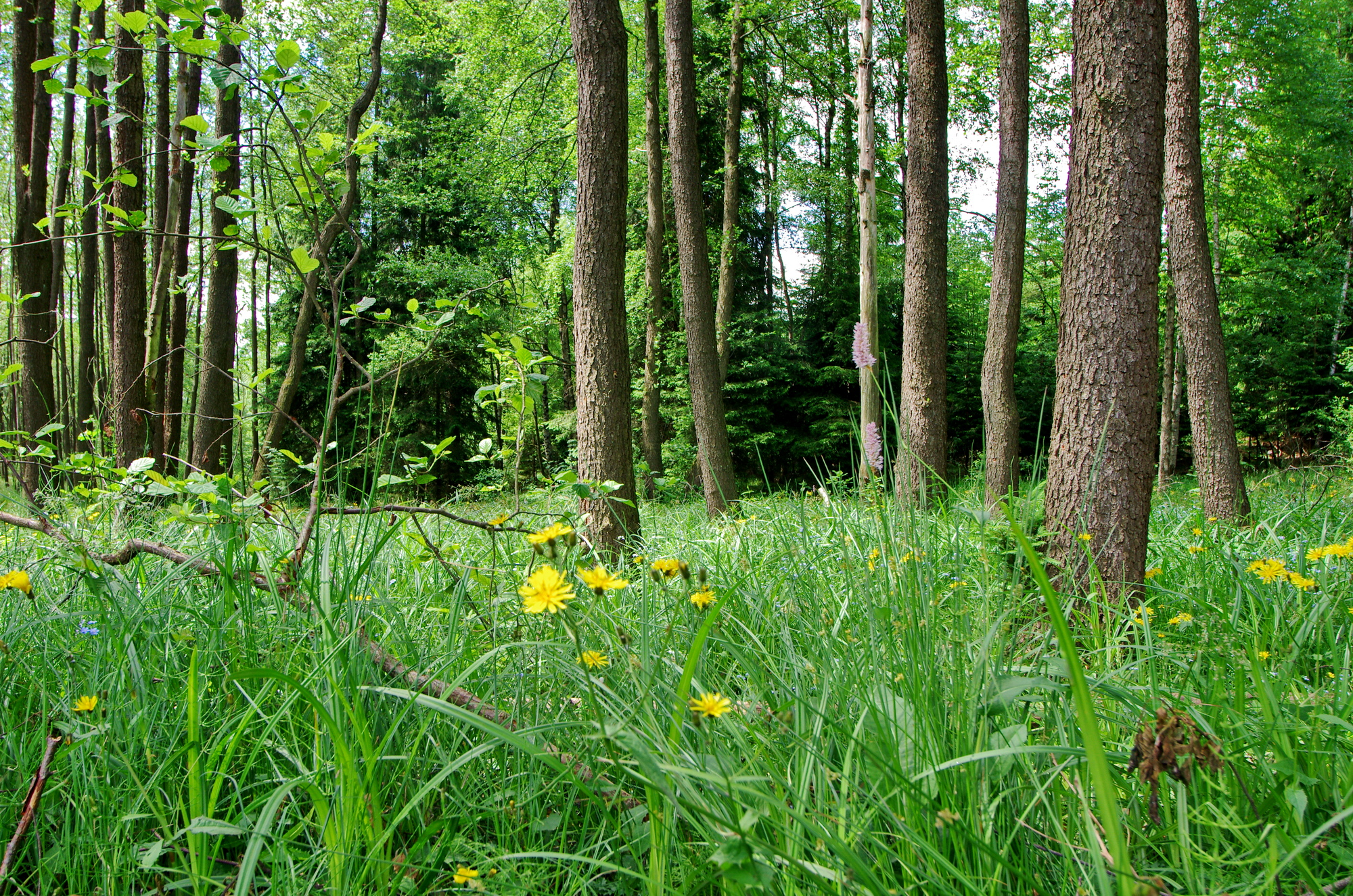
Podmáčené olšiny - červen 2015

Má protažený tvar v nivě Újezdského potoka, který protéká Štítarským rybníkem.
Území náleží do geomorfologického celku Smrčiny, podcelku Ašská vrchovina, okrsku Studánecká vrchovina.
Geologický podklad území tvoří metamorfovaná hornina fylit. Ve východní lokality se nachází Štítarský rybník, na území je ještě několik menších bezejmenných rybníčků. 
Štítarským rybníkem protéká Újezdský potok, který pokračuje ke státní hranici a po státní hranici až k nejzápadnějšímu bodu České republiky, kde území republiky opouští. Převážně zrašeliněná mělká niva Újezdského potoka a jeho drobných přítoků s vlhkými loukami má přirozený přírodní charakter. V Ašském výběžku jsou takové nivy vzácné. Nivy přecházejí do podmáčených lesů. 
Na území se vyskytuje řada vzácnějších rostlinných druhů. Mezi ně patří například vachta trojlistá (Menyanthes trifoliata) a prstnatec májový (Dactylorhiza majalis). 
Územím neprochází žádná turistická stezka, nedaleko od lokality však vede zeleně značená trasa z obce Krásná přes Štítary k nejzápadnějšímu bodu České republiky 50°15′9″ s. š., 12°5′26″ v. d. a také stezka „Česko-německá cesta za společnou historií – ztracená ves Újezd“.